# Тугулук (село)
Тугулу́к — село в Грачёвском районе (муниципальном округе) Ставропольского края России.

## География
Расстояние до краевого центра: 39 км.
Расстояние до районного центра: 19 км.
Площадь поселения: 86,31 км².

## История
Село (казённая деревня) Тугулук (Тугулукское) Ставропольского уезда Ставропольской губернии образовано из хуторов села Пелагиады на реке Тугулук в 1817 году. В некоторых источниках датой основания села указывается 9 октября 1784 года или 1846 год.
По сведениям А. И. Твалчрелидзе, село Тугулукское «основано в 1784 году на земле, принадлежавшей горцам». Последние, на начальном этапе существования этого селения, неоднократно совершали нападения на его жителей, отбирая их имущество, угоняя скот и забирая некоторых из них в плен. В 1892 году в Тугулукском была холера, от которой умерло 36 человек.
Ко второй половине 1890-х годов село состояло из 370 дворов с 390 домами. По окладным листам в Тугулукском числилось 718 «ревизских душ», а по посемейным спискам — 3163 «наличных души»; иногородних проживало 91 человек. В селе находились волостное правление, каменная церковь в честь Иоанна Богослова (построена в 1836 году), одноклассное училище (построено в 1893 году), общественный запасный магазин, 3 мануфактурных лавки, 1 бакалейная, 1 галантерейная, 1 мелочная, 3 трактира, 3 ветряных мельницы и 3 овчинодельных завода.
В 1924 году в Ставропольском округе Северо-Кавказского края был образован Московский район, в состав которого вошло 15 сельских советов, включая Тугулукский сельсовет с центром в селе Тугулукское:284.
В 1924 году создано Тугулукское трудовое мукомольное товарищество.
В 1924 году на кукурузное поле в селе упал «камень с неба футов 15 весом». Он был разбит на куски, а затем практически весь разобран местными жителями. 
К 1925 году в селе числилось 1059 дворов с населением 5289 человек (2571 мужчина и 2718 женщин), 3 партийных организации, начальная школа, библиотека, кузница и 3 мельницы. В границах населённого пункта располагались 7 колодцев и 2 пруда:284—285.
В 1952 году в Тугулуке образовался колхоз им. Молотова (в 1950-е годы переименован в колхоз «Заря»), первым председателем которого стал Н. Аксенов.
До 16 марта 2020 года село образовывало упразднённое сельское поселение село Тугулук.

## Население
| 1881  | 1897  | 1903  | 1908  | 1920  | 1925  | 1926  | 1989  | 2002  |
| ----- | ----- | ----- | ----- | ----- | ----- | ----- | ----- | ----- |
| 2047  | ↗3281 | ↗3829 | ↗4471 | ↗4501 | ↗5289 | ↗5667 | ↘1936 | ↗2185 |
| 2010  | 2012  | 2013  | 2014  | 2015  | 2016  | 2017  | 2018  | 2019  |
| ↗2192 | ↗2206 | ↗2227 | ↗2240 | ↗2255 | ↗2262 | ↗2270 | ↘2265 | ↘2262 |
| 2020  | 2021  |       |       |       |       |       |       |       |
| ↘2257 | ↗2413 |       |       |       |       |       |       |       |

Национальный состав
По данным переписи 2002 года в национальной структуре населения преобладают русские (85 %).
По итогам переписи населения 2010 года проживали следующие национальности (национальности менее 1 %, см. в сноске к строке "Другие"):
| Национальность | Численность | Процент |
| -------------- | ----------- | ------- |
| Русские        | 1781        | 81,25   |
| Армяне         | 203         | 9,26    |
| Даргинцы       | 67          | 3,06    |
| Лезгины        | 39          | 1,78    |
| Азербайджанцы  | 25          | 1,14    |
| Другие         | 77          | 3,51    |
| Итого          | 2192        | 100,00  |

## Местное самоуправление
- Совет депутатов сельского поселения Село Тугулук, состоит из 13 депутатов, избираемых на муниципальных выборах по одномандатным избирательным округам сроком на 5 лет
- Администрация сельского поселения Село Тугулук

Председатели совета депутатов
Главы администрации
- с 8 октября 2006 года — Кравцова Татьяна Федоровна, глава села
- с 4 марта 2012 года — Аникеева Нина Ивановна, глава села. Срок полномочий до 2017 года[38].

## Инфраструктура
- Администрация села Тугулук
- Культурно-досуговый центр. Открыт 15 февраля 1973 года[39]
- Сельская библиотека. Открыта 12 октября 1951 года[40]
- Фельдшерско-акушерский пункт[41]
- Общественное открытое кладбище площадью 43500 м²[42]

## Образование
- Детский сад № 13
- Средняя общеобразовательная школа № 8. Обучаются около 200 учащихся[43]. В 2012 году произошло обрушение одной из несущих стен школы[44]

## Русская православная церковь
- Храм св. ап. Иоанна Богослова[45]

## Эпидемиология
- Находится в местности, отнесённой к активным природным очагам туляремии[46]

## Люди, связанные с селом
- Новодворский, Иван Иванович (1926) — участник Великой Отечественной войны 1941—1945 гг., кавалер орденов Отечественной войны I и II степени[47]

## Памятники
- Братская могила красных партизан, погибших в годы гражданской войны. 1918—1920, 1959 года[48]
- Братская могила партизан, погибших в годы гражданской войны. 1920, 1921 года[49]
- Памятник 343 воинам-односельчанам, погибшим в годы гражданской и Великой Отечественной войн. 1967 год[50]
- Братская могила советских воинов, погибших при освобождении села от фашистских захватчиков[51]